# Snipperclips
Snipperclips – Cut it out, Together! (いっしょにチョキッと スニッパーズ, Issho ni Chokitto Snippers, lit. "Let's Snip Together, Snippers"), en castellà anomenat Snipperclips – ¡A recortar en compañía!, és un futur videojoc de trencaclosques desenvolupat per Nintendo i SFB Games que es va publicar per a la Nintendo Switch el març del 2017. El joc fa ús de la mecànica de retallar per permetre als jugadors cooperar i solucionar trencaclosques basats en formes.

## Jugabilitat
Snipperclips és un joc trencacloques cooperatiu de fins a quatre jugadors. Els jugadors controlen els personatges anomenats Snip i Clip, el que cadascú té cossos amb formes que es poden girar al lloc. Quan els dos personatges se sobreposen entre ells, un jugador pot tallar la part sobreposada de l'altre jugador, alterant la forma de l'altre cos. Utilitzant aquesta mecànica, els jugadors poden resoldre diversos trencaclosques de maneres creatives, cadascuna amb objectius únics. Aquests inclouen entrar dins una plantilla d'una forma en concret, portar objectes com una bola de bàsquet o un llapis a una zona concreta o retallar un extrem punxegut per fer explotar globus.

## Desenvolupament
El concepte de Snipperclips va ser originalment desenvolupat pel desenvolupador britànic independent SFB Games sota el nom FriendShapes. El joc, dissenyat pels germans Tom i Adam Vian, va ser ensenyat per primer cop a l'EGX 2015 i va ser destacat a la Exhibició de Jocs Europeus Innovadors de la Game Developers Conference del 2015. El gener del 2017, el joc va ser anunciat com una nova propietat intel·lectual a ser publicada per Nintendo per a la Nintendo Switch, sota el nom Snipperclips.